# Dongjak-gu
Dongjak-gu är ett av de 25 stadsdistrikten (gu) som utgör staden Seoul, Sydkorea. Dess namn härstammar från Dongjaegi Naruteo Ferry, som ligger på Han-floden, som gränsar till distriktet i norr. Det var den 17:e gu som skapades i Seoul, efter att ha separerat från Gwanak-gu den 1 april 1980.

## Administrativ indelning
Dongjak är indelat i 15 stadsdelar (dong):
Daebang-dong,
Heukseok-dong,
Noryangjin 1-dong,
Noryangjin 2-dong,
Sadang 1-dong,
Sadang 2-dong,
Sadang 3-dong,
Sadang 4-dong,
Sadang 5-dong,
Sangdo 1-dong,
Sangdo 2-dong,
Sangdo 3-dong,
Sangdo 4-dong,
Sinbaedang 1-dong och
Sinbaedang 2-dong.
Den här artikeln är helt eller delvis baserad på material från engelskspråkiga Wikipedia, Dongjak District, 30 januari 2015.